# Paraxoes albomaculatus
Paraxoes albomaculatus är en skalbaggsart som beskrevs av Stefan von Breuning 1966. Paraxoes albomaculatus ingår i släktet Paraxoes och familjen långhorningar.
Artens utbredningsområde är Filippinerna. Inga underarter finns listade i Catalogue of Life.